# Rhabdomyolyse
Rhabdomyolyse (Af græsk: rhabdos stav, mys muskel og lyse opløsning) er opløsningen af tværstribet muskulatur grundet skade på muskelvævet med lækage af muskelenzymer, myoglobin, kalium, kalcium og andre intracellulære bestanddele, som kan forekomme under bestemte omstændigheder. Konsekvenserne kan være katastrofale, idet for eksempel nyrerne kan "tilstoppes", og nogle af bestanddelene er giftige for nyrerne (nyretoxisk) med nyresvigt til følge. Udsvømningen af kalium kan give hjerteproblemer.
Tilstanden blev første gang beskrevet som følger af knusningsskader opstået under Blitzen i London under 2. verdenskrig. 
Tilstanden kan blandt andet opstå ved infektioner, alkoholforgiftning, morfikaindtagelse, ekstrem kropsudfoldelse i høj temperatur som maratonløb, body-building, utrænede militærrekrutter eller kramper. Kan ses ved amfetamin og ecstasy indtagelse. Risikoen øges ved kombination af flere stoffer.
Begyndelsessymptomerne er muskelsmerter, svaghed og brunfarvet urin.
Behandlingen er behandling af årsagerne, opretholdelse af stor urinproduktion (2-300 ml/time, gennemskylning) og ændring af pH i urinen til 7,5-8,5